# Ignatius van Antiochië
Ignatius van Antiochië (Syria, ~35-50 – Rome, ~110-117) was bisschop van Antiochië in Syria, waartoe hij in 69/ 70 werd aangesteld. Hij wordt gerekend tot de apostolische vaders. Hij stierf tussen 110 en 117 in Rome de marteldood. Hij heeft zijn naamdag in de Syrisch-Orthodoxe Kerk van Antiochië en de Rooms-Katholieke Kerk op 17 oktober (tot 1969 op 1 februari), in de oosters-orthodoxe kerken op 20 december.

## Leven
Over het leven van Ignatius is weinig bekend. Hij schreef verschillende brieven aan christengemeenten in Klein-Azië en Italië terwijl hij op bevel van keizer Trajanus naar Rome werd gevoerd om in het Colosseum ter dood te worden gebracht.
Over die reis naar Rome heeft kerkvader Eusebius van Caesarea geschreven. Op allerlei plaatsen kreeg Ignatius bezoek van afgevaardigden van christelijke gemeenten. In Smyrna ontmoette hij Polycarpus en kreeg hij bezoek van een deputatie uit de christengemeente van Efeze. Dit gezelschap bestond uit Onesimus, de bisschop van Efeze, een diaken genaamd Burrus, en nog drie anderen: Crocus, Euplus en Fronto. Hieruit blijkt dat er tussen de jonge christelijke gemeenten intensief contact was en er een uitvoerig netwerk van onderlinge relaties moet hebben bestaan. De christelijke kerk heeft zich kennelijk al heel vroeg kunnen organiseren.
Van de brieven die Ignatius tijdens zijn reis aan verschillende christengemeenten schreef, zijn er zeven bewaard gebleven. Ze vormen een rijke bron aan informatie over de vroegchristelijke verwerking van de boodschap van het Evangelie. De brieven dragen soms een wat leerstellig karakter. Soms zijn ze meer troostend en ondersteunend van aard.
- De brief aan de Efeziërs
- De brief aan de Magnesiërs
- De brief aan de Tralliërs
- De brief aan de Romeinen
- De brief aan de Philadelphiërs
- De brief aan de Smyrnaeërs
- De brief aan Polycarpus

## De theologie van de brieven van Ignatius
Ignatius stelt in zijn brieven verschillende zaken aan de orde. Hij gaat onder andere in op de eenheid van de christelijke kerk, de persoon van Christus, de verhouding leraar en leerlingen, de twee rijken. Voor de ontwikkeling van de theologie zijn deze brieven van groot belang. Jezus is voor Ignatius voluit God. In de brieven bestrijdt hij het docetisme en de gnostiek. Hij pleit voor het gezag van de bisschop. Zonder dit gezag is de doop en het liefdesmaal niet geoorloofd. De gemeente van Rome bekleedt in zijn visie de eerste plaats. De verlossing dacht hij niet in morele termen als verlossing van de zonden, maar zag die meer als bevrijding van de dood. Daarom noemde hij het avondmaal of liefdesmaal een geneesmiddel tot onsterfelijkheid.
Onze God, immers Jezus Christus werd ontvangen door Maria naar Gods bestel .. opdat hij door Zijn lijden het water zou reinigen— Aan Efeze 13.2)
Hem ... de tijdloze, de onzichtbare, die om ons zichtbaar werd, de ontastbare, die niet kan lijden, maar om ons leed, die op allerlei manieren volhard heeft— Aan Polycarpus 3.2
Ignatius was ook de eerste die de term "katholiek" gebruikte in de kerkelijke context. In een brief aan de Christenen van Smyrna uit 107 schreef hij: "Waar Christus is, daar is de katholieke kerk."

## Echtheid
Zoals in het algemeen geldt voor bronnen uit de eerste eeuwen, zijn ook deze brieven overgeleverd. Verschillende brieven zijn tot ons gekomen door handschriften uit de 10e en 11e eeuw. Het recente tekstonderzoek heeft echter wel tot resultaat geleid. Klijn volgt in zijn bewerking de uitgave van Funk-Bihlmeyer uit 1924. De recentste uitgave van J.A. Fischer wijkt daarvan weinig af. De echtheid van de brieven van Ignatius heeft sterk ter discussie gestaan, zoals dat trouwens voor bijna alle documenten uit de oudheid geldt.